# Perónismus

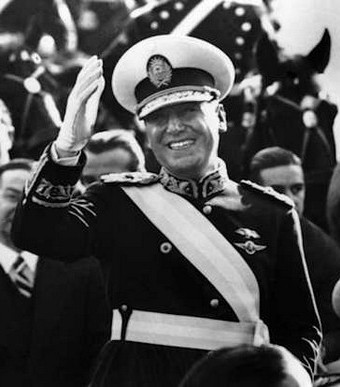
Juan Perón

Perónismus je politická ideologie uplatňovaná v Argentině.

## Historie
Tato politická ideologie vychází z politické činnosti Juana Dominga Peróna a jeho ženy Evy. Představitelem perónismu byla politická Justicialistická strana.
Zakladatelem perónismu byl argentinský generál Juan Domingo Perón. V roce 1943 byl jedním z vůdců červnového vojenského převratu. V období 1943–1944 byl ministrem práce, v roce 1944 se stal ministrem obrany, v červenci 1944 viceprezidentem. Hlavou státu byl v letech 1946 až 1955.
Generál Perón byl obdivovatelem italského fašismu, který mu byl jednou z inspirací pro argentinské poměry. Perónismus byl orientován na nižší vrstvy a u moci jej držela nejen armáda, ale také podpora dělníků. Vojáky, kteří mu byli věrní, povyšoval Perón na důstojníky bez důstojnických zkoušek. Tím proti sobě poštval část vojáků, kteří vyhlásili neposlušnost a páchali atentáty na dělnická shromáždění.
Perón měl ze začátku podporu v církvi, ta se proti němu však v roce 1946 také postavila. V roce 1955 Perón abdikoval. V roce 1973 byl opět zvolen do čela státu. Volební období skončilo jeho smrtí v roce 1974.

### Charakteristické znaky perónismu
- Nadřazuje zájmy celku nad zájmy jednotlivce
- Preferuje silnou centrální vládu
- Osvobozuje se od cizích vlivů
- Opírá se o charismatickou osobnost
- Považuje sám sebe za třetí cestu mezi kapitalistickou a komunistickou ekonomikou
- Svoji moc opírá o dělnickou podporu

## Ideologie

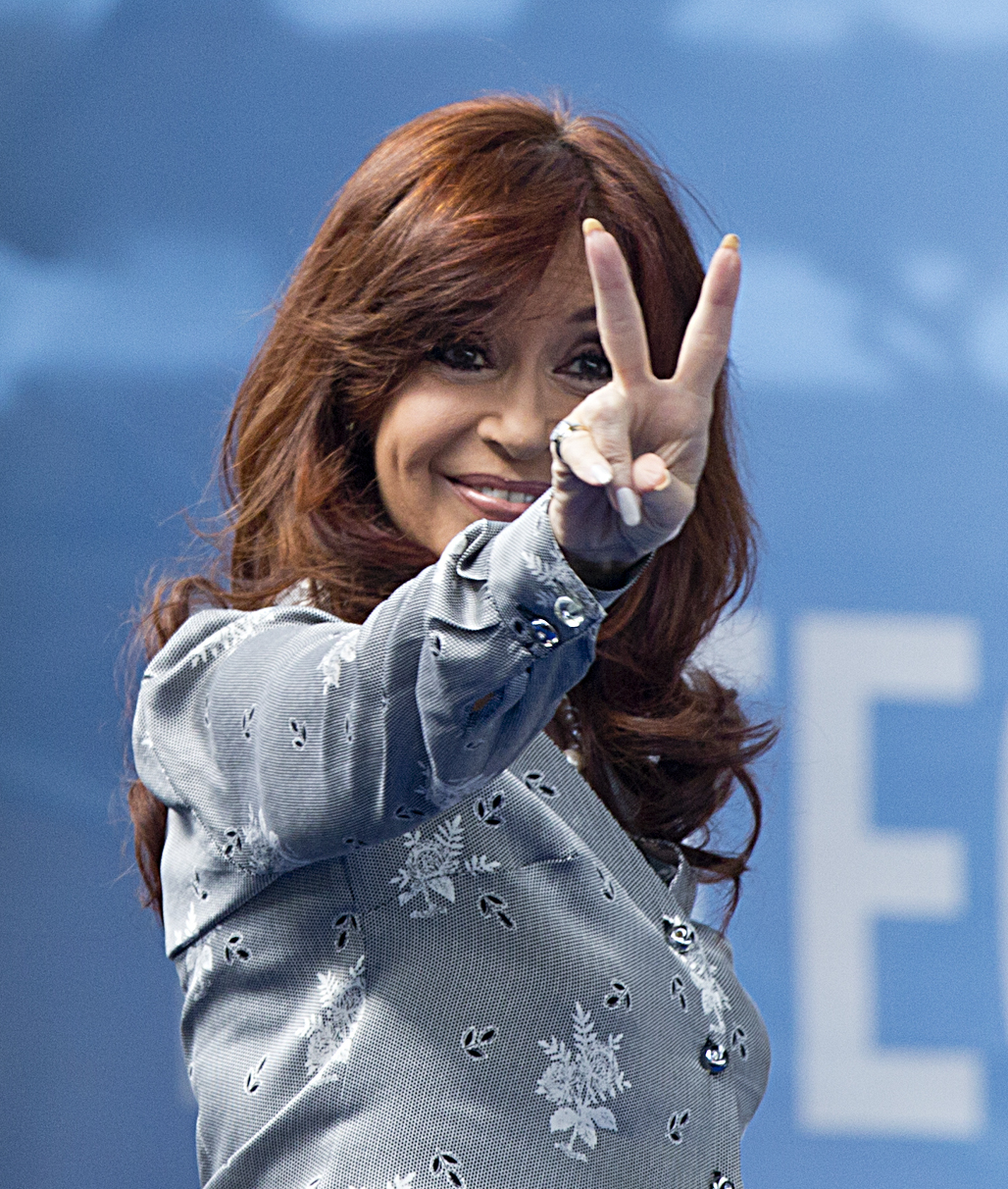
Argentinská prezidentka ukazuje perónistické gesto symbol V

Vlastní ideologie je založena na nacionalismu a populismu jehož některé prvky byly převzaty z italského korporativismu.

### Ochrana
- ochrana práv odborů
- zaručená minimální mzda
- zachování státního vlastnictví podniků veřejných služeb

### Cíl
Perónismus usiloval o sociální zabezpečení a blahobyt, ale jeho cílem bylo také zajistit Argentině dominantní postavení v Jižní Americe.

### Mezinárodní politika
Mezinárodní politika perónismu se staví proti Británii a USA.

## Důsledky
Na Argentinu dopadly neúměrně vysoké výdaje státu při budování průmyslu a rychlé restrukturalizaci hospodářství na úkor velkostatkářů. To časem vedlo k zadlužení Argentiny a hluboké politické a hospodářské krizi. K nějaké formě peronismu se kvůli jeho popularitě dnes v Argentině hlásí prakticky všechna politická hnutí. Nejsilnější Justicialistická strana je faktickou pokračovatelkou peronistické politiky, funguje však značně nejednotně. V současné době[kdy?] je u moci Fronta za vítězství, která prosazuje Kirchnerismus, který má s peronismem mnoho společného a podle některých názorů je pouze peronistickým proudem.